# 彩豔溝頂猿金花蟲
彩豔溝頂猿金花蟲（学名：Scelodonta lewisii）为金花蟲科溝頂猿金花蟲屬下的一个种。